# Ascalaphinae
Sous-famille
Les Ascalaphinae sont une sous-famille d'insectes névroptères de la famille des Ascalaphidae.

## Liste des tribus
Selon BioLib (20 juin 2025) :
- Acmonotini
- Ascalaphini Rambur, 1842
- Encyoposini
- Hybrisini Lefèbvre, 1842
- Suhpalacsini van der Weele, 1908
- Ululodini van der Weele, 1908